# Francis Parkman
Francis Parkman, född 16 september 1823, död 8 november 1893, var en amerikansk historiker.
Parkman började tidigt intressera sig för det franska Amerikaväldet och indiankrigens historia och företog för att lära känna indianernas liv och förhållanden vid "the frontier" ett flertal resor i västern. Bland hans skrifter rörande Nordamerikas äldre historia märks The conspiracy of Pontiac and the Indian war after the conquest of Canada (1851) och samlingsverket France and England in North America (9 band, 1862-92), behandlande centrala delar av 1700-talets nordamerikanska historia. Parkmans skrifter utmärks av stor lärdom och fängslande framställningskont. De har utkommit i flera nya upplagor.